# نقش (عملة)

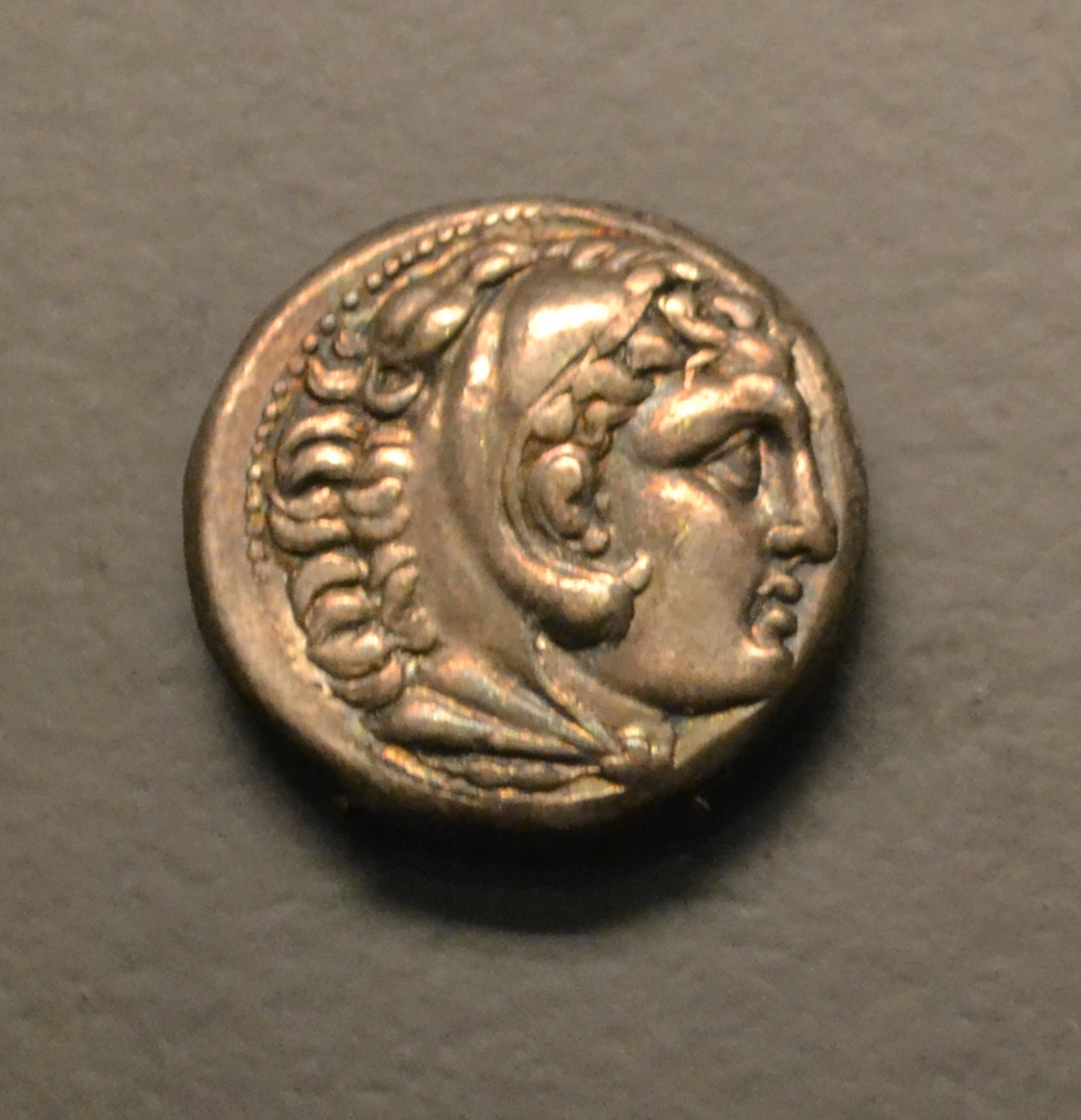
عمله معدنية للإسكندر الأكبر.

في علم العملات، يطلق على التمثال الرمزي نقش بارز على وجه ميدالية أو عملة معدنية لصورة ملك أو قديس أو شخصية مرموقة يقدم لها التكريم. والتماثيل هي تمثيل لشخص على عملة معدنية و لوحه أو منحوته. وهي عاد. ما تكون تمثيل لأشخاص ذوي سلطة أو ثروة أو مكانة اجتماعية؛ أو على العكس من ذلك، تلك التى تصنع لتشويه سمعتهم أو التشهير بهم.
كان الملوك أول من رسمت صورهم على العملات، بدءًا من الإسكندر الأكبر. لاحقًا استخدمت هذه الصور لأغراض دعائية من قبل الأباطرة والملوك في العصور القديمة، سواء في العالم الغربي أو الشرقي حتى الوقت الحالي.
يعتبر هذا العلم أداه لفهم التاريخ والسياسة والاقتصاد والثقافة في الحضارات المختلفة ويمكن من خلال تحليل النقاش و الرموز الموجودة على العملات معرفة الملوك والحكام الذين صدرت في عهدهم.
يساعد علم العملات على توثيق العلاقات التجارية بين الدول عبر العصور و يستخدم أيضًا في كشف التزييف ومساعدة المتاحف والمؤسسات المالية.
يعتمد علماء الآثار على العملات في تحديد تاريخ الحفريات و المواقع الأثرية ويهتم بعض الناس بجمع العملات كهواية، وقد تكون هذه الهواية مربحة إذا امتلكوا عملات نادرة.
تختلف المواد التي تصنع منها العملات حسب الزمان والمكان، مثل الذهب والفضة والنحاس.
تعد العملات الإسلامية مثل الدينار و الدراهم من أهم المصادر التاريخية لفهم و تطور الدولة الإسلامية.

### الفن الجنائزي
في الفن الجنائزي، يشير المصطلح إلى شحصية المتوفي، الذي يحاول إعادة بناء جسده بدقة متناهية(أقنعة التماثيل الجنائزيه التى سبقت صورة الوجه الرومانية)
في الفن المسيحي، كان استخدام التماثيل النصفي على القبور، ففي العصور الوسطي وضعت داخل الكنائس، ولاحقا في المقابر، الوضعية الأكثر شيوعا هي الاستلقاء على الظهر مع تشابك اليدين في وضعية صلاه، ولكن توجد ايضا أوضاع أخرى (مثل الركوع أو حتى الوقوف ).

### العمليات القضائية
في الإجراءات القضائية للنظام القديم، وخاصة محاكم التفتيش، عندما كان حضور المتهم مستحيلا، كان يحاكم ويدان باستخدام تمثال، أي باستخدام
تمثال لتمثيله، ويعدم بدلا منه( مثلا يشنق أو يقطع رأسه أو يحرق). كما نُفذت "مهزلة أفيلا " بهذه الطريقة، حيث عزل الملك القشتالي هنري الرابع.

### ضرب وحرق الشخصيات
كما تنتشر على نطاق واسع التقاليد الاحتفالية الشعبية التى تشمل ضرب أو حرق تمثال لشخصية مكروهه (يهوذا الإسخريوطي،جاي فوكس)

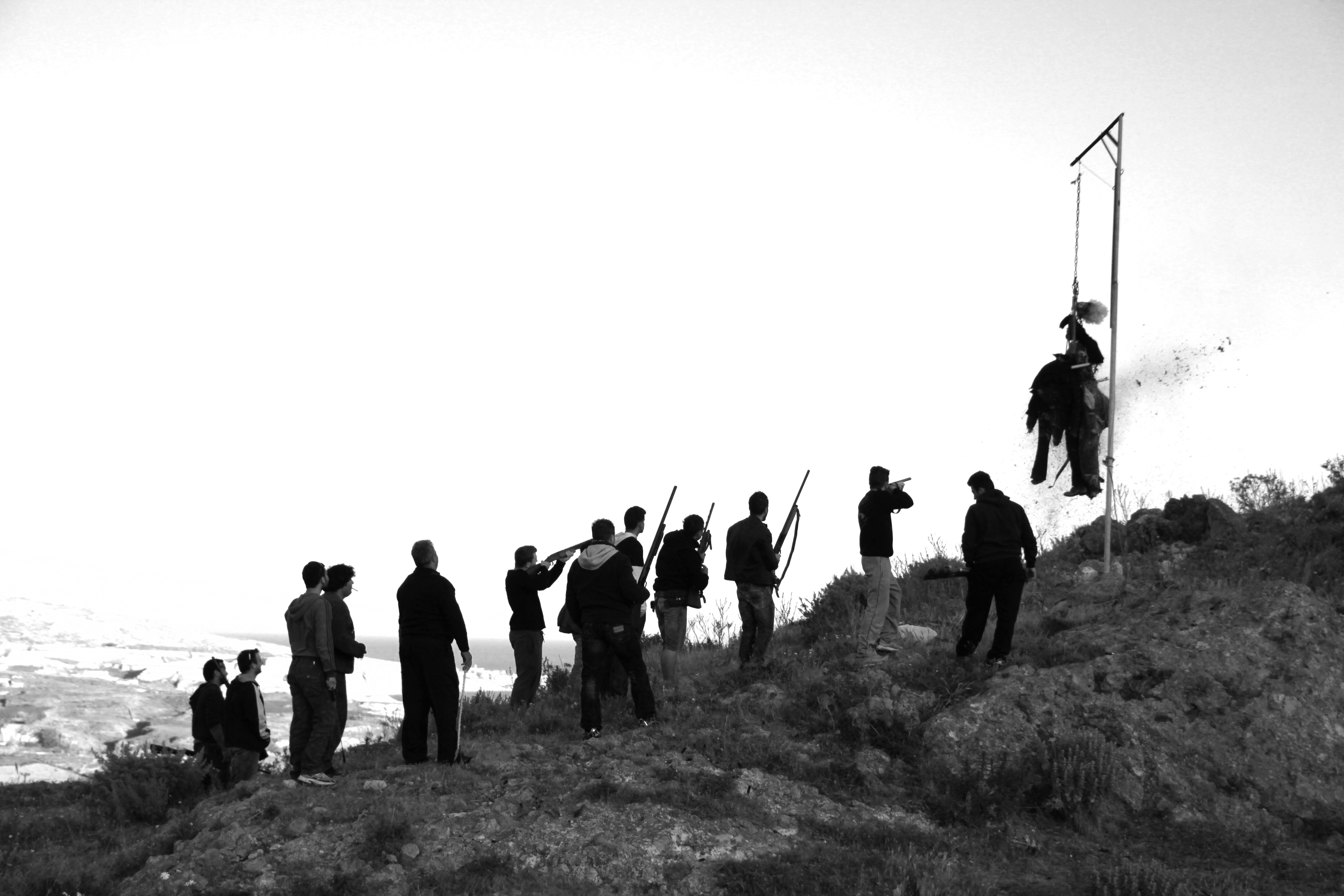
حرق يهوذا في المكسيك.